# هوراتیو سیمور
هوراتیو سیمور (به انگلیسی: Horatio Seymour) سناتور سابق عضو حزب دموکرات-جمهوری‌خواه بود. وی در سال ۱۸۲۱ تا ۱۸۳۳ میلادی سناتور ایالت ورمانت در سنای ایالات متحده آمریکا بود.